# Patrick Jumpen
Patrick Jumpen ist ein niederländisches Jumpstyle-Duo. Es besteht aus Patrick Mantizz und Dion. Das Duo hat Jumpstyle-Musik veröffentlicht, die im Benelux-Gebiet in die Top 10 der Charts kam.

## Wirken
Im Alter von 17 Jahren nahm der aus Valkenswaard bei Eindhoven stammende Patrick Mantizz 2005 ein Jumpstyle-Tutorial-Video im elterlichen Hinterhof auf und stellte dieses ins Internet. Auf Plattformen wie Google Video und YouTube wurden die Clips der beiden über 35 Millionen Mal angeklickt, und so gründete Mantizz mit seinen Jumpstyle-Kollegen „Dio“ (Dion Teurlings), „The Epic One“ (Antwan Marcelis) und MC Monus die Tanzgruppe „Patrick Jumpen“, die bald Kultstatus in den Benelux-Staaten annahm. Patrick Jumpen wurden Anfang 2007 von Musikproduzent Jeroen Flamman entdeckt, der unter anderem die erfolgreichen Gruppen Party Animals sowie Flamman & Abraxas herausbrachte. Gemeinsam nahmen sie 2007 ihre erste Single Holiday auf, die auf Anhieb die Top 10 der niederländischen Charts erreichte. Im selben Jahr wurde „Jump, How to“ (DVD) gedreht, welche Gold-Status erreichte. Im Juni 2009 kam die dritte Single namens Solis Invicti raus. Im Musikvideo spielt unter anderem Springstil, eine deutsche Musikgruppe, die sich auf das Remixen oder Selberschreiben von Jumpstylesongs spezialisiert hat.
In Belgien ist Jumpstyle mittlerweile so etabliert, dass er in Schulen auf dem offiziellen Lehrplan steht.

## Diskografie

### Alben
- 2007: One Man Army[3][4]

### EPs
- 2009: Solis Invicti

### Singles
- 2007: Holiday
- 2007: The Secret